# CDRA Alpes Sud Isère
Le Contrat de développement Rhône-Alpes Alpes Sud Isère (CDRA Alpes Sud Isère) est issu de la politique régionale des Contrats de Développement de Rhône-Alpes. Les CDRA sont le moyen d’intervention contractuel que la Région Rhône-Alpes propose aux territoires engagés dans un projet de développement local. Ils constituent des outils d’élaboration, de financement et de réalisation d’un projet de territoire sur 10 ans. Le territoire Alpes Sud Isère s'étend sur le tiers sud du département de l'Isère. Il est composé de 8 cantons, 108 communes et 71 000 habitants.

## Rôle du CDRA
Le CDRA Alpes Sud Isère a élaboré une Charte de développement durable à 10 ans (2006-2016) et a défini un 1er programme d’actions pour la période 2006-2011, puis un 2nd programme de développement 2012-2018.
Le CDRA accompagne les porteurs de projet dans le montage de leurs projets via son équipe d'animation et par délégation à des opérateurs externes. Chacun d'entre eux est mobilisable et apporte : aide à la réflexion sur le projet, appui technique, mise en réseau, aide au montage du dossier de subvention…
Le CDRA aide à la réalisation des projets. Il apporte des subventions régionales dans des domaines variés : tourisme, agriculture, forêt, culture, patrimoine, économie, transport, logement, urbanisme, services à la population… pour les porteurs de projet collectifs et individuels, publics ou privés, de l’Oisans, la Matheysine, le Valbonnais, le Beaumont, le Trièves et le Sud Grenoblois.

## Fonctionnement du CDRA
La vie du CDRA sur le territoire s'organise autour de :
- un comité de pilotage, instance décisionnelle présidée par le Chef de projet - Guillaume Gontard - et le Chef de projet - Corinne Bernard,
- trois commissions thématiques et cinq comités d'avis
- un conseil local de développement,
- et d'une équipe d'animation.

## Liste des communes composant Alpes Sud Isère
- Allemont
- Ambel
- Auris en Oisans
- Avignonet
- Beaufin
- Besse en Oisans
- Bresson
- Brié et Angonnes
- Champ sur Drac
- Champagnier
- Chantelouve
- Château Bernard
- Chichilianne
- Cholonge
- Clavans en Haut Oisans
- Clelles
- Cognet
- Cordéac
- Cornillon en Trièves
- Corps
- Entraigues
- Gresse en Vercors
- Herbeys
- Huez
- Jarrie
- La Garde
- La Morte
- La Motte d'Aveillans
- La Motte Saint Martin
- La Mure
- La Salette Fallavaux
- La Salle en Beaumont
- La Valette
- Laffrey
- Lalley
- Lavaldens
- Lavars
- Le Bourg d'Oisans
- Le Freney d'Oisans
- Le Monestier du Percy
- Le Percy
- Le Périer
- Les Côtes de Corps
- Livet Gavet Riouperoux
- Marcieu
- Mayres-Savel
- Mens
- Mizoën
- Monestier d'Ambel
- Monestier de Clermont
- Mont de Lans
- Montchaboud
- Monteynard
- Nantes en Ratier
- Notre Dame de Commiers
- Notre Dame de Mésage
- Notre Dame de Vaulx
- Oris en Rattier
- Ornon
- Oulles
- Oz en Oisans
- Pellafol
- Pierre Châtel
- Ponsonnas
- Prébois
- Prunières
- Quet en Beaumont
- Roissard
- Saint Andéol
- Saint Arey
- Saint Barthélemy de Séchilienne
- Saint Baudille et Pipet
- Saint Christophe en Oisans
- Saint Georges de Commiers
- Saint Guillaume
- Saint Honoré
- Saint Jean de Vaulx
- Saint Jean d'Hérans
- Saint Laurent en Beaumont
- Saint Martin de Clelles
- Saint Martin de La Cluze
- Saint Maurice en Trièves
- Saint Michel en Beaumont
- Saint Michel Les Portes
- Saint Paul lès Monestier
- Saint Pierre de Méaroz
- Saint Pierre de Mésage
- Saint Sébastien
- Saint Théoffrey
- Sainte Luce
- Séchilienne
- Siévoz
- Sinard
- Sousville
- Susville
- Treffort
- Tréminis
- Valbonnais
- Valjouffrey
- Vaujany
- Vaulnaveys le Bas
- Vaulnaveys le Haut
- Venosc
- Villard Notre Dame
- Villard Reculas
- Villard Reymond
- Villard Saint Christophe
- Vizille